# Macrosphenus
Macrosphenus – rodzaj ptaków z rodziny krótkosterek (Macrosphenidae).

## Występowanie
Rodzaj obejmuje gatunki występujące w Afryce Subsaharyjskiej.

## Morfologia
Długość ciała 11–14,5 cm, masa ciała 10–22 g.

## Systematyka

### Etymologia
Greckie μακρος makros – „długi”; σφην sphēn, σφηνος sphēnos – „klin”.

### Podział systematyczny
Do rodzaju należą następujące gatunki:
- Macrosphenus flavicans Cassin, 1859 – krótkosterka żółta
- Macrosphenus kempi (Sharpe, 1905) – krótkosterka rdzawoboczna
- Macrosphenus concolor (Hartlaub, 1857) – krótkosterka oliwkowa
- Macrosphenus pulitzeri Boulton, 1931 – krótkosterka angolska
- Macrosphenus kretschmeri (Reichenow & Neumann, 1895) – krótkosterka duża